# Manlio Lo Vecchio Musti
Manlio Lo Vecchio Musti (... – 1974) è stato un sindacalista italiano.

## Biografia
Professore, visse a Roma. È stato dirigente della Confcommercio: capo dei servizi sindacali negli anni 1950, vicesegretario generale negli anni '60 e vice presidente negli anni '70. Fu autore della prima traduzione in italiano de L'amante di Lady Chatterley.

## Opere

### Curatele
- L'opera di Gabriele D'Annunzio, Torino, Paravia, 1936
- Bibliografia di Pirandello, Milano, Mondadori, 1937
- L'opera di Luigi Pirandello, Torino, Paravia, 1939
- L'opera di Luigi Chiarelli, Roma, Cenacolo, 1942
- Il teatro italiano del Novecento, Roma, Cenacolo, 1942
- Il Vasari aneddotico: fantasie e bizzarrie di artisti tratte dalle Vite de' più eccellenti Pittori, Scultori et Architettori scritte da M. Giorgio Vasari, Roma, Palombi, 1947
- Guida alla grammatica italiana, Roma, Edizioni della Bussola, 1948
- Sommario storico della letteratura italiana, Milano, Garzanti, 1949
- Nozioni di sintassi italiana per le scuole medie, Roma, Signorelli, 1951
- Luigi Pirandello, Saggi, Milano, Mondadori, 1952
- Luigi Pirandello, Saggi, poesie, scritti vari, Milano, Mondadori, 1960
- Bibliografia delle pagine disperse di Luigi Pirandello, Roma, Istituto grafico tiberino, 1972

### Traduzioni
- David Herbert Lawrence, L'amante di Lady Chatterley, Roma, De Luigi, 1945